# Fraserov dupin
Fraserov dupin (latinski: Lagenodelphis hosei) ili Sarawak dupin je kit iz porodice Oceanskih dupina koji se može naći u dubokim vodama Tihog oceana, te u manjoj mjeri Indijskog i Atlantskog oceana. Fraserov dupin relativno je nedavno otkriven, ljubanja je otkrivena 1895. godine, ali je tek 1956. godine Francis Fraser ustvrdio da je riječ o novoj vrsti.
Fraserovi dupini su dugi oko 1 metra i teški 20 kg pri rođenju, narastu na 2,75 m i teže 200 kg u odrasloj dobi. Imaju male peraje u odnosu na tijelo. Leđna peraja i kljun su također nerealani. Gornja strana je sivo-plave do sivo-smeđe boje. Prljava krem linija ide duž bokova iz kljuna, iznad oka, do anusa. Tu je tamna pruga po toj liniji. Trbuh i grlo su obično bijeli, ponekad u preljevima ružičasti. Iz daljine se mogu miješati s plavobijelim dupinom koji ima sličnu boju, a nalazi se u istim regijama.
Fraserovi dupini plivaju brzo u velikim čvrsto povezanim skupina od oko 100 do 1000 dupina. 
Hrani se plavom ribom, lignjama i škampima često na vrlo velikim dubinama. Nema točnih podataka brojnosti Fraserova dupina, međutim nisu rijetki kako se mislilo 1980. godine.